# Heterobrissus
Genre
Heterobrissus est un genre d'oursins de l'ordre des Spatangoida.

## Systématique
Le genre Heterobrissus a été créé en 1878 par les paléontologues italiens Angelo Manzoni (d) (1842-1895) et Giuseppe Mazzetti (d) (1818-1896).
ITIS (15 octobre 2013) ne reconnait pas ce genre ; NCBI (15 octobre 2013) n'y reconnait que l'espèce Heterobrissus niasicus, et classe les Heterobrissus dans la famille des Cidaridae, c'est-à-dire dans un ordre (les Cidaroida) très éloigné des Spatangoida. Cependant, les apomorphies structurelles font généralement accorder plus de crédit à WoRMS parmi les spécialistes.

## Description
Ce sont des oursins d'eaux profondes, qui se nourrissent en filtrant la vase. On sait encore peu de choses sur leur biologie.

## Liste des espèces
Selon World Register of Marine Species (8 avril 2022) : 
- Heterobrissus erinaceus (Baker & Rowe, 1990)
- Heterobrissus gigas (Baker & Rowe, 1990)
- Heterobrissus hemingi (Anderson, 1902)
- Heterobrissus hystrix (A. Agassiz, 1880)
- Heterobrissus niasicus (Döderlein, 1901)

## Publication originale
- (it) A. Manzoni et G. Mazzetti, « Echinodermi Nuovi della Molassa Miocenica di Montese nella Provincia di Modena », Atti della Società toscana di scienze naturali, residente in Pisa, Pise, Inconnu, vol. 3,‎ 1878, p. 350-355 (ISSN 0394-7165, OCLC 17469445, lire en ligne).